# Associazione Calcio Montichiari 2003-2004
Questa voce raccoglie le informazioni riguardanti  l'Associazione Calcio Montichiari nelle competizioni ufficiali della stagione 2003-2004.

## Rosa
| N. |                           | Ruolo | Calciatore           |
| -- | ------------------------- | ----- | -------------------- |
| -  | Ghana (bandiera)          | A     | Laurent Amassoka     |
| -  | Costa d'Avorio (bandiera) | A     | Jamil Assane         |
| -  | Italia (bandiera)         | D     | Antonio Beccegato    |
| -  | Italia (bandiera)         | A     | Alessandro Belleri   |
| -  | Italia (bandiera)         | D     | Alberto Bendoricchio |
| -  | Italia (bandiera)         | D     | Davide Bersi         |
| -  | Italia (bandiera)         | D     | Fabio Calandrelli    |
| -  | Italia (bandiera)         | D     | Davide Cattaneo      |
| -  | Italia (bandiera)         | D     | Davide Caurla        |
| -  | Italia (bandiera)         | P     | Dario Cigolini       |
| -  | Italia (bandiera)         | D     | Dario Dossi          |
| -  | Italia (bandiera)         | C     | Marcello Fiorentini  |

| N. |                    | Ruolo | Calciatore         |
| -- | ------------------ | ----- | ------------------ |
| -  | Italia (bandiera)  | C     | Stefano Fusari     |
| -  | Italia (bandiera)  | A     | Matteo Galassi     |
| -  | Italia (bandiera)  | C     | Roberto Menassi    |
| -  | Italia (bandiera)  | A     | Alberto Nichesola  |
| -  | Romania (bandiera) | A     | Sebastian Petrascu |
| -  | Italia (bandiera)  | A     | Massimo Pierotti   |
| -  | Italia (bandiera)  | C     | Stefano Preti      |
| -  | Italia (bandiera)  | P     | Mauro Rosin        |
| -  | Italia (bandiera)  | C     | Roberto Russo      |
| -  | Italia (bandiera)  | A     | Cosimo Sarli       |
| -  | Italia (bandiera)  | D     | Diego Tognassi     |
| -  | Italia (bandiera)  | C     | Stefano Valente    |